# Hilding Bladh
Hilding Bladh (* 25. Dezember 1906 in Stockholm, Schweden; † 6. Juli 1982) war ein schwedischer Kameramann, der vor allem dank seiner fotografischen Arbeit zu einigen frühen Inszenierungen von Ingmar Bergman bekannt wurde.

## Leben
Bladh begann seine filmische Laufbahn nach einer fotografischen Ausbildung 1933 als Kameraassistent. Bereits im Jahr darauf rückte er zum zweiten Kameramann auf. Kurz nach Ausbruch des Zweiten Weltkriegs debütierte der gebürtige Stockholmer als Chefkameramann. In dieser Funktion fotografierte er im folgenden Vierteljahrhundert eine Fülle von Unterhaltungsproduktionen für eine Reihe von recht bekannten Regisseuren wie Schamyl Bauman, Hasse Ekman, Rolf Husberg und Arne Mattsson. Bei drei Frühwerken von Schwedens bedeutendstem Filmemacher Bergman („Es regnet auf unsere Liebe“, „Abend der Gaukler“, „Frauenträume“) stand Hilding Bladh ebenfalls hinter der Kamera.

## Filmografie
- 1940: En brott
- 1940: Karl för sin hatt
- 1941: En fattig miljonär
- 1941: Kvinna ombord
- 1942: General von Döbeln
- 1942: Lågor i dunklet
- 1943: Sjätte kottet
- 1943: Sonja
- 1943: Die Jungfrau und der Teufel (Flickan och djävulen)
- 1944: Narkos
- 1944: So folk är mest
- 1945: Det vår en gang...
- 1945: Fram för lilla Märta
- 1946: I dödens väntrum
- 1946: Kärlek och störtlopp
- 1946: Es regnet auf unsere Liebe (Det regnar på var kärlek)
- 1947: Ingen väg tillbaka
- 1947: Supé för två
- 1948: Kampf ums schwere Wasser (Kampen om tungtvannet)
- 1948: Marknadsafton
- 1949: Sohn des Meeres (Havets son)
- 1949: Skolka skolan
- 1950: Hjärter knekt
- 1952: Alles Glück dieser Erde (All jordens fröjd)
- 1953: Abend der Gaukler (Glycklarnas afton)
- 1953: Förtrollad vandring
- 1954: En Karl i köket
- 1954: Två sköna juveler
- 1954: Frauenträume (Kvinnodröm)
- 1955: Flicka i kasern
- 1955: Hoppsan !
- 1955: Mord, kleiner Freund (Mord, lilla vän)
- 1956: Kulla-Gulla
- 1956: Swing it, Fröken
- 1956: Die Güter am See (Gårdana runt sjön)
- 1957: Räkna med bråk
- 1958: Musik ombord
- 1958: Mannequin in Rot (Mannekäng i rött)
- 1959: Die Gräfin mit der Peitsche (Ryttare i blått)
- 1960: När mörkret faller
- 1961: Svenska floyd
- 1961: Vita frun
- 1962: En nolla för mycket
- 1963: Hällebäcks gård
- 1964: Wild West Story